# Roger Adrià
Roger Adrià Oliveras (* 18. dubna 1998) je španělský profesionální silniční cyklista jezdící za UCI WorldTeam Red Bull–Bora–Hansgrohe.

## Hlavní výsledky
2017
Volta a Portugal do Futuro
7. místo celkově
 vítěz soutěže mladých jezdců
2018
Národní šampionát
2. místo časovka do 23 let
2019
vítěz Gran Premio San Lorenzo
vítěz Memorial Pascual Momparler
Národní šampionát
4. místo silniční závod do 23 let
5. místo časovka do 23 let
2020
Tour de Serbie
 vítěz soutěže mladých jezdců
Giro del Friuli-Venezia Giulia
3. místo celkově
2021
3. místo Prueba Villafranca de Ordizia
Okolo Slovenska
4. místo celkově
Národní šampionát
5. místo silniční závod
Vuelta a Asturias
7. místo celkově
2022
Route d'Occitanie
vítěz 2. etapy
Národní šampionát
5. místo silniční závod
9. místo Mont Ventoux Dénivelé Challenge
2023
3. místo Classic Grand Besançon Doubs
5. místo GP Miguel Indurain
5. místo Trofeo Andratx–Mirador D'es Colomer
Vuelta a Asturias
6. místo celkově
6. místo Tour du Doubs
7. místo Muscat Classic
Arctic Race of Norway
8. místo celkově
8. místo Prueba Villafranca de Ordizia

### Výsledky na Grand Tours
| Grand Tour      | 2022 |
| --------------- | ---- |
| Giro d'Italia   | —    |
| Tour de France  | —    |
| Vuelta a España | DNF  |

| —   | Nezúčastnil se |
| DNF | Nedokončil     |